# فنجان میوه

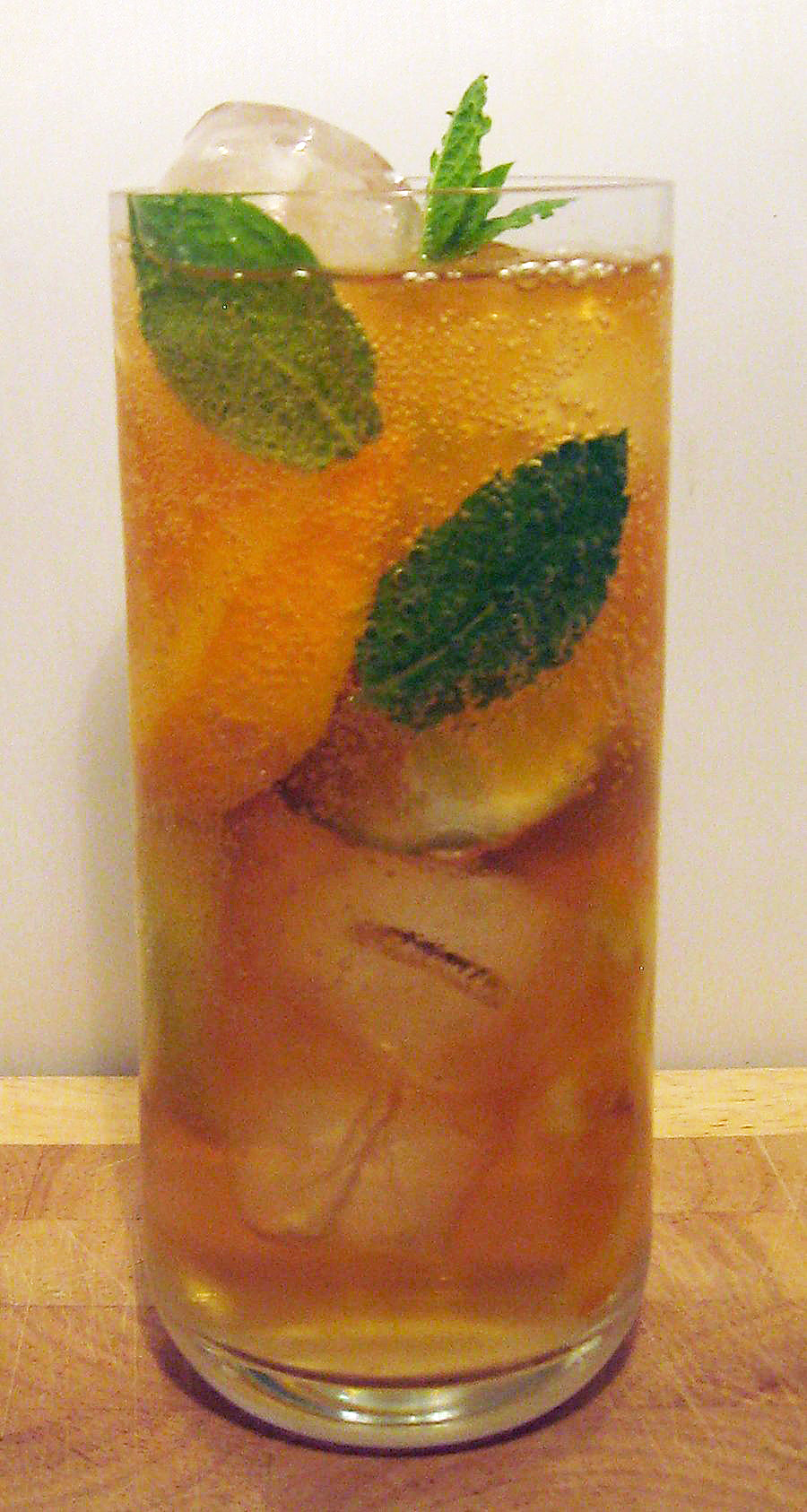
یک لیوان فنجان میوه آماده که با لیموناد مخلوط شده است

فنجان میوه (به انگلیسی: fruit cup)، که به عنوان فنجان تابستانی نیز شناخته می‌شود، یک نوشیدنی سنتی مخصوص انگلیس است که با افزودن یک نوشیدنی غیر الکلی مانند لیموناد یا زنجبیل مصرف می‌شود. معمولاً در این نوشیدنی جین اضافه می‌کنند اما انواع مختلفی مانند ودکا نیز وجود دارد. جین با انواع گیاهان، ادویه‌ها، میوه‌ها و گیاهان معطر ولی قدرت الکی آن کاهش می‌یابد. فنجان‌های میوه به‌طور معمول برای ماه‌های تابستان به بازار عرضه می‌شوند، که همراه با میوه به عنوان تزیین کوکتل به عنوان نوشیدنی و برای بهبود عطر و طعم سرو می‌شوند. این توصیه‌ها شامل برگ‌های سیب، پرتقال، توت فرنگی، لیمو، آهک، خیار، نعناع و گل گاوزبان است.

## انواع

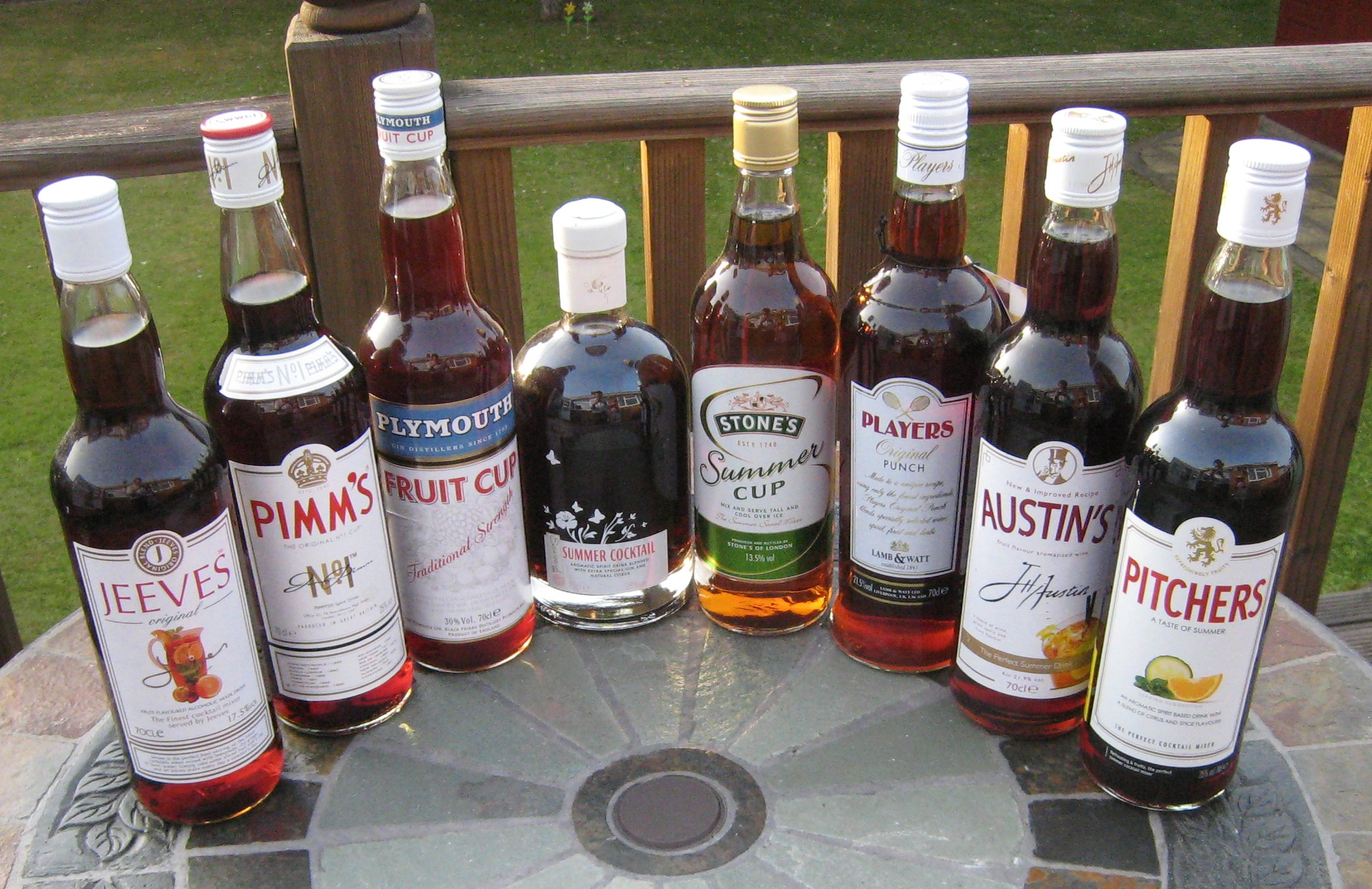
منتخبی از فنجان‌های مختلف میوه ای بطری شده

### فنجان میوه پیم
Pimm's No. 1 نوعی نوشیدنی مبتنی بر جین است که توسط جیمز پیم با ۲۵٪ میزان الکل اختراع شد. اعداد ۲–۶ پیم به ترتیب بر اساس اسکاچ ویسکی، برندی، روم، ویسکی چاودار و ودکا بود. از سال ۲۰۱۲، فقط شماره 1 Pimm، جام زمستانی Pimm (نوع شماره ۳) و شماره 6 Pimm (که به سادگی به "جام Vodka" به Pimm تغییر نام یافت) هنوز زنده مانده‌اند.

### فنجان میوه‌های پلیموث
این فنجان در سال ۲۰۰۳ به بازار عرضه شده و توسط سازندگان Plymouth Gin تولید می‌شود، یکی از قوی‌ترین فنجان‌های میوه با میزان الکل ۳۰٪ است که به گفته پلیموث، طعم کاملی به آن می‌بخشد. این نوشیدنی نتیجه مخلوط جین با دوز تنتور میوه، ورموت، معطر تلخ و مرکبات عصاره است.

### فنجان تابستانی سنگ
این محصول در سال ۲۰۰۶ تولید و توسط همان سازندگان شراب Stone's Ginger تولید شده و بر اساس یک دستورالعمل سنتی ساخته شده و یک مزه سنتی زنجبیل را در خود نگهداری می‌کند. این در بطری‌های 70cL با قدرت ۱۳٫۵٪ میزان الکل موجود است.

### دیگر
انواع دیگر فنجان میوه عبارتند از: Ableforth's Summer Fruit Cup , Players , Jeeves از لیدل، Austin's از آلدی، Pitchers , Chase , Heston از Waitrose، فورتنوم و میسون 's Summer Cup (ساخته شده توسط شرکت مشروب سازی لندن)، Sipsmith و Tappers 'Hydropathic پودینگ